# Yutian
Yutian (en chino, 于田县; pinyin, Yútián xiàn) también conocida por su nombre uigur de Keriya (en uigur: كېرىيە, romanizado: Këriye, en chino, 克里雅; pinyin, Kèlǐyǎ) es un condado bajo la administración directa de la Prefectura Jotán en la Región autónoma de Sinkiang, República Popular China. Su área es de 39032 km² y su población total para 2010 superó los 250 mil habitantes.

## Administración
Desde octubre de 2022, el condado Karakax se divide en 15 pueblos que se administran en 2 poblado y 13 villas.

## Toponimia
El nombre chino "Yutian" deriva del nombre del Reino de Jotán, y originalmente estaba escrito como '于闐' (igual que el reino), posteriormente se simplificó y se cambió a '玉田' (literalmente, Campo de Jade). Los nombres tanto del reino como del condado tienen una pronunciación similar en chino mandarín. 
"Keriya", la transliteración latina del nombre uigur del condado, se deriva del nombre del río Keriya. También conocido como Mugala, en lengua uigur, significa ratón de campo.